# Grand Basset Griffon Vendéen
Der Grand Basset Griffon Vendéen ist eine von der FCI  anerkannte französische Hunderasse (FCI-Gruppe 6, Sektion 1.3, Standard Nr. 33).

## Beschreibung
Er ist mit bis zu 44 cm etwas größer als die anderen Bassets, hat einen „eigenen Willen“, ist aber trotzdem sehr anhänglich. Sein Haar ist hart, nicht zu lang und glatt in vielen Farben, auch gescheckt. Die Ohren sind weich, schmal und dünn, mit langem Haar besetzt, tief, unterhalb der Augenlinie angesetzt, sie müssen über den Nasenschwamm hinaus reichen können.

## Wesen
Der Grand Basset Griffon Vendéen hat gute Wach- und Schutzeigenschaften. Als für die Jagd gezüchteter Hund vergisst er leicht seine Erziehung, wenn er eine Spur bemerkt. In der Familie ist er fröhlich und aufgeweckt.

## Verwendung
Jagd- und Begleithund, Familienhund